# 7392 Ковальський
7392 Ковальський (7392 Kowalski) — астероїд головного поясу, відкритий 6 березня 1984 року.
Тіссеранів параметр щодо Юпітера — 3,326.